# Avenches
Avenches je město a obec v kantonu Vaud, v frankofonní části Švýcarska. Město bylo sídlem stejnojmenného okresu, od 1. září 2006 je součástí okresu Broye-Vully. V prosinci 2016 žilo v obci 4 166 obyvatel. Sousedí s obcemi Faoug, Courtepin, Belmont-Broye, Saint-Aubin, Misery-Courtion a Vully-les-Lacs.

## Historie
Původní římské Aventicum bylo zničeno barbary. V 11. století byl nově vybudován hrad biskupem z Lausanne. Rekonstrukce hradu byla provedena v letech 1565-1568.

## Demografie
V roce 2008 žilo v obci 32,9 % cizích státních příslušníků. Podle údajů z roku 2000 mluvilo 73,3 % obyvatel francouzsky a 12,9 % německy. 46 % obyvatel se hlásilo ke švýcarské reformované církvi a 38 % obyvatel k církvi římskokatolické.

## Zajímavosti
V Avenches je multifunkční dostihové závodiště a federální hřebčín.

## Fotogalerie

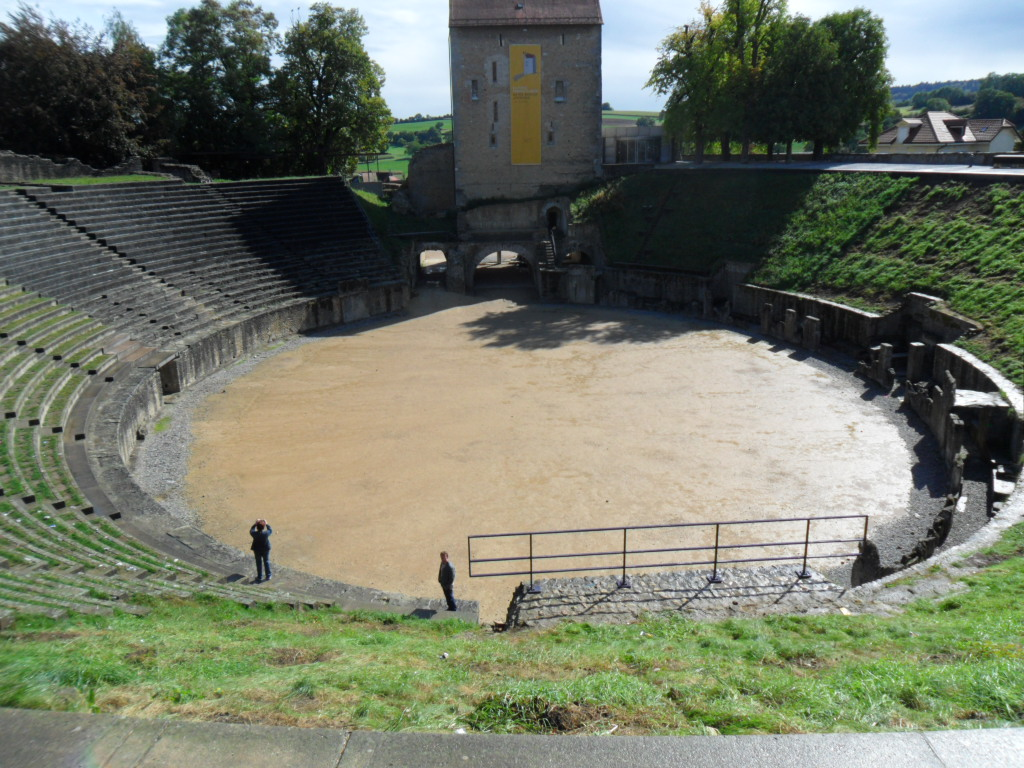
Amtiteátr
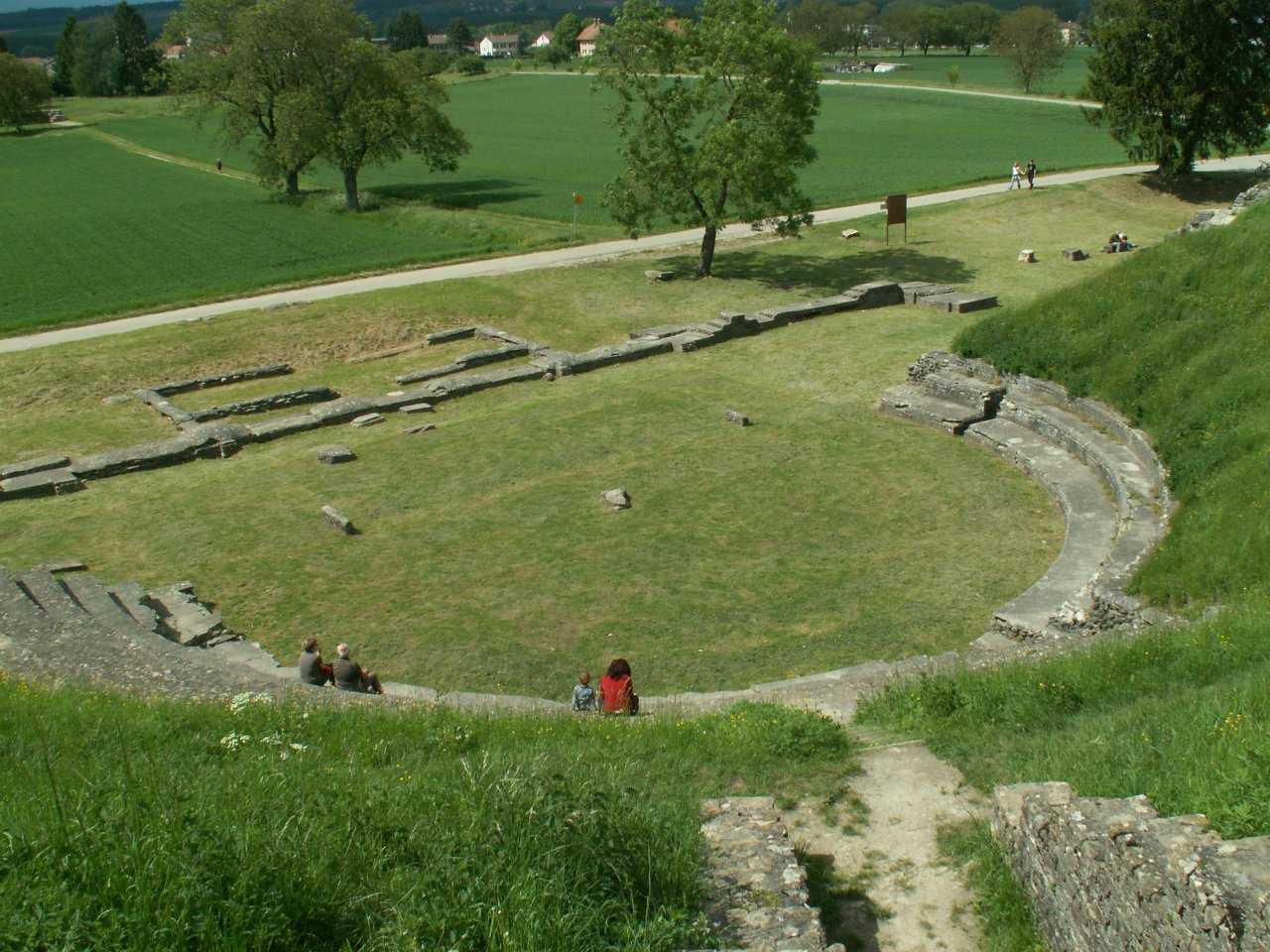
Theater
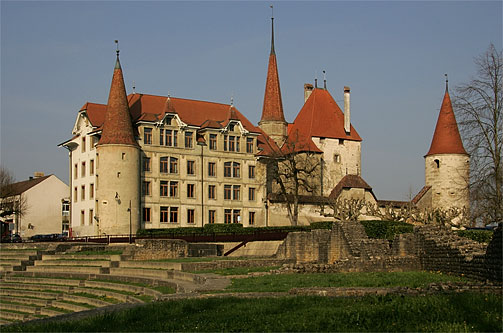
Hrad
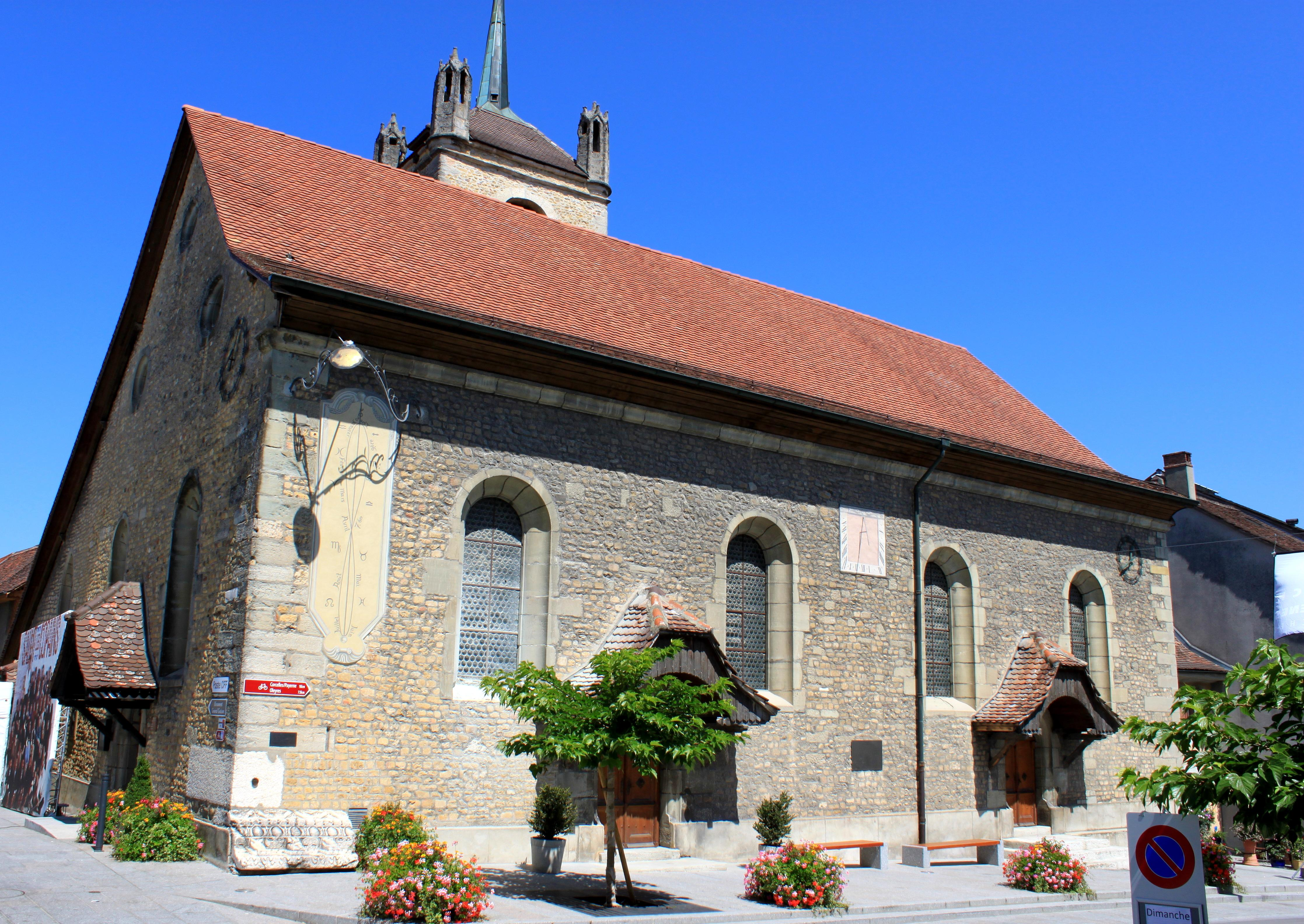
Reformovaný kostel
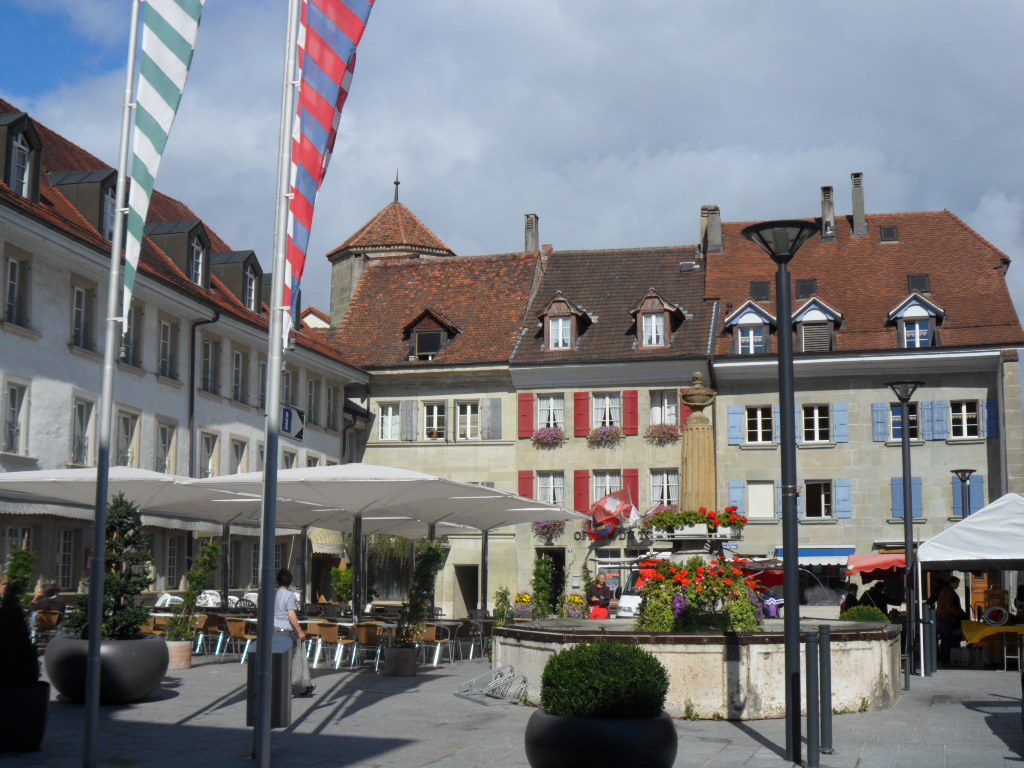
Staré město